# Bandera de Sant Ferriol
La bandera oficial de Sant Ferriol té la descripció següent:
Bandera apaïsada, de proporcions dos d'alt per tres de llarg, verd clar, amb un pal central negre, de gruix 2/9 de la llargària del drap, i dos pals grocs, de gruix 1/12 de la mateixa llargària situats un a cada costat del pal central, a una distància d'1/18 d'aquella llargària.

## Història
L'Ajuntament va iniciar l'expedient d'adopció de la bandera el 26 de març de 2003. La bandera va ser aprovada el 16 de maig de 2003 i publicada al DOGC núm. 4091 el 6 de juny del mateix any.
La bandera està basada en l'escut heràldic de la localitat: el fons és de color verd clar (el de l'escut és de sinople), i les figures presents a l'escut són transformades en peces: l'espasa i la bóta d'or esdevenen pals de color groc, i l'alzina de sable, en un pal de color negre, aquest últim més ample que els dos anteriors.